# Herman Boone
Herman Ike Boone (28 octobre 1935 - 18 décembre 2019) est un entraîneur américain de football américain ayant travaillé en high school. Il est connu pour avoir entraîné l'équipe de la T. C. Williams High School lors de la saison 1971 et dont le parcours sportif a inspiré le film Le Plus Beau des combats dans lequel son rôle est interprété par Denzel Washington.